# Piet Tesselaar

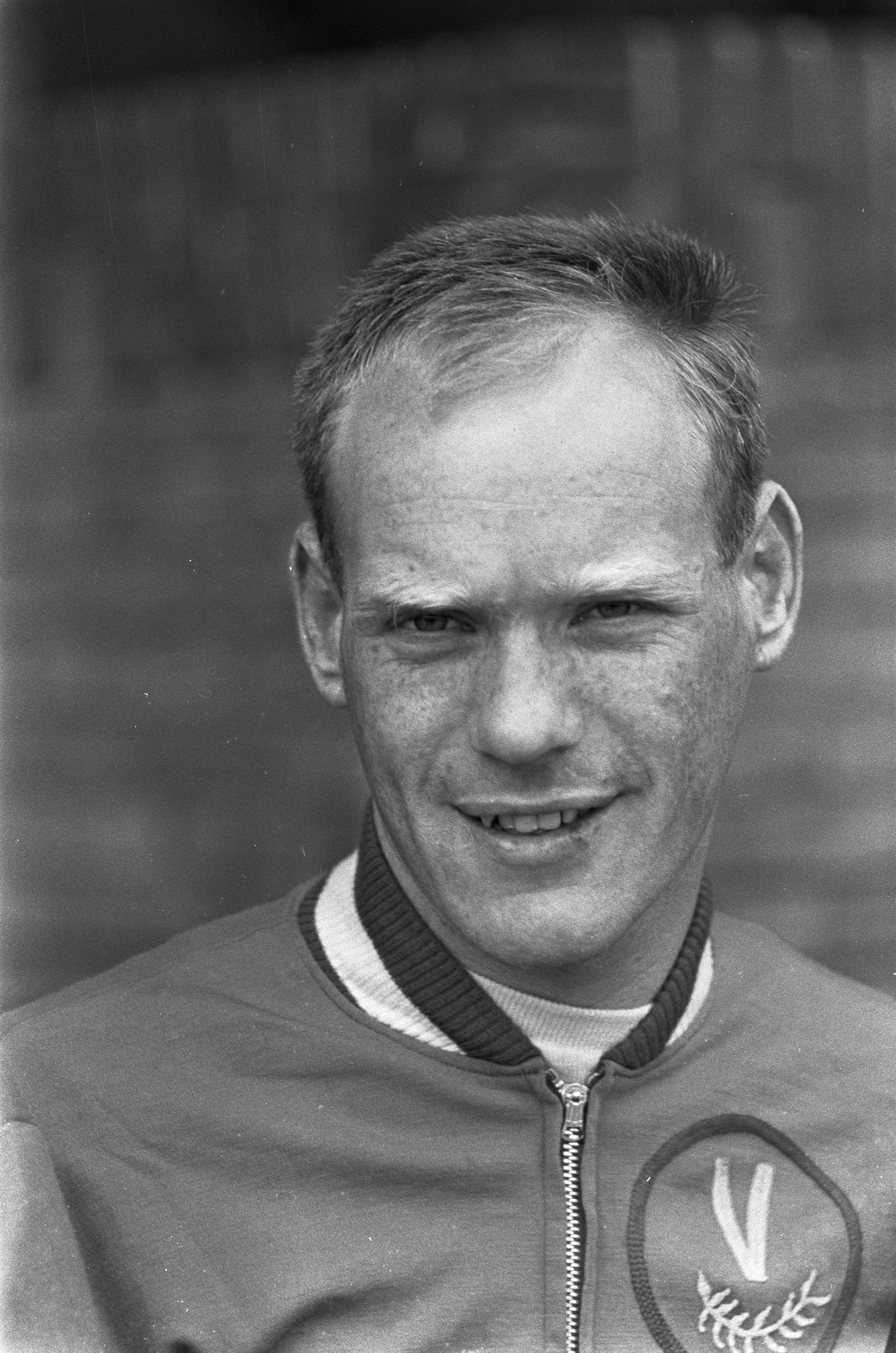
Piet Tesselaar (1967)

Piet Tesselaar (* 2. Februar 1945 in Harenkarspel, Niederlande) ist ein ehemaliger niederländischer Radsportler.

## Sportliche Laufbahn
Piet Tesselaars’ veröffentlichte Resultate bei Straßenrennen reichen von 1965 bis 1967. In dieser Zeit fuhr er ausschließlich als Amateur. Die Liste seiner Erfolge beginnt mit dem Sieg beim 1965er Straßenkriterium im niederländischen Krommenie. Einen weiteren Podestplatz eroberte er im selben Jahr als Dritter der Kempen-Rundfahrt, einem traditionellen Eintagesrennen, das jährlich in der niederländischen Provinz Noord-Brabant ausgetragen wird. Den einzigen Sieg im Jahr 1966 erreichte Tesselaar beim Ronde van Drenthe, einem weiteren Eintagesrennen, das seit 1960 in der niederländischen Provinz Drenthe ausgetragen wird. Ebenfalls 1966 tauchte er erstmals bei einem Etappenrennen im Vorderfeld auf. Bei der Ronde van Midden-Zeeland, die 1966 über zwei Etappen ausgetragen wurde, kam er in der Endwertung auf Platz drei. 1967 nahm Tesselaar an drei Radsport-Großereignissen teil. Im Mai startete er bei der Drei-Länder-Etappenfahrt Internationale Friedensfahrt, die von Warschau über Ost-Berlin nach Prag führte. Er gewann zwei von 16 Etappen, schied aber nach dem 14. Tagesabschnitt vorzeitig aus. Im Juli beteiligte sich Tesselaar bei der französischen Tour de l’Avenir, die er als 18. beendete.
Im August gehörte Tesselaars zur niederländischen Vierermannschaft, die im Mannschaftszeitfahren bei der Straßenweltmeisterschaft im niederländischen Heerlen ausgetragen wurden. Auf der 100-km-Strecke musste Tesselaar nach 45 Kilometern aufgeben, so dass sein Team nur den elften Platz erreichte. Nach einem zweiten Platz bei der Limburg-Rundfahrt (Ronde van Limburg) und einigen zweiten und dritten Plätzen bei weiteren unbedeutenden Rennen während der 1967er Rennsaison enden Tesselaars Einträge in die Ergebnislisten des Radrennsports.